# Gabriel Díaz Bessón
Gabriel Díaz Bessón (Alcalá de Henares, vers el 1590 - idm. 6 de novembre de 1638), fou un teòric i mestre de capella. Encara resten per aclarir definitivament les dades de la seva filiació, ja que tant els seus cognoms com el nom de pila presenten grafies diferents, que podria ser que Dias fos d'origen portuguès.
Estudià a Espanya, on fou primer chantre de la capella de Felip III a Madrid.
Va compondre molta música, sobre tot Misses i Motets i el catàleg de l'excel·lent biblioteca musical del rei de Portugal. Algunes petites obres seves consten dintre del Cancionero de Sablonara.